# Diecezja Đà Nẵng
Diecezja Đà Nẵng – diecezja rzymskokatolicka w Wietnamie. Powstała w 1963 z terenu diecezji Quy Nhơn.

## Lista biskupów
- Pierre Marie Phạm Ngọc Chi † (1963–1988)
- François Xavier Nguyễn Quang Sách † (1988–2000)
- Paul Nguyễn Bình Tĩnh (2000–2006)
- Joseph Châu Ngọc Tri (2006–2016)
- Joseph Đăng Đúc Ngân (2016 - 2023)